# EMT Fancopter

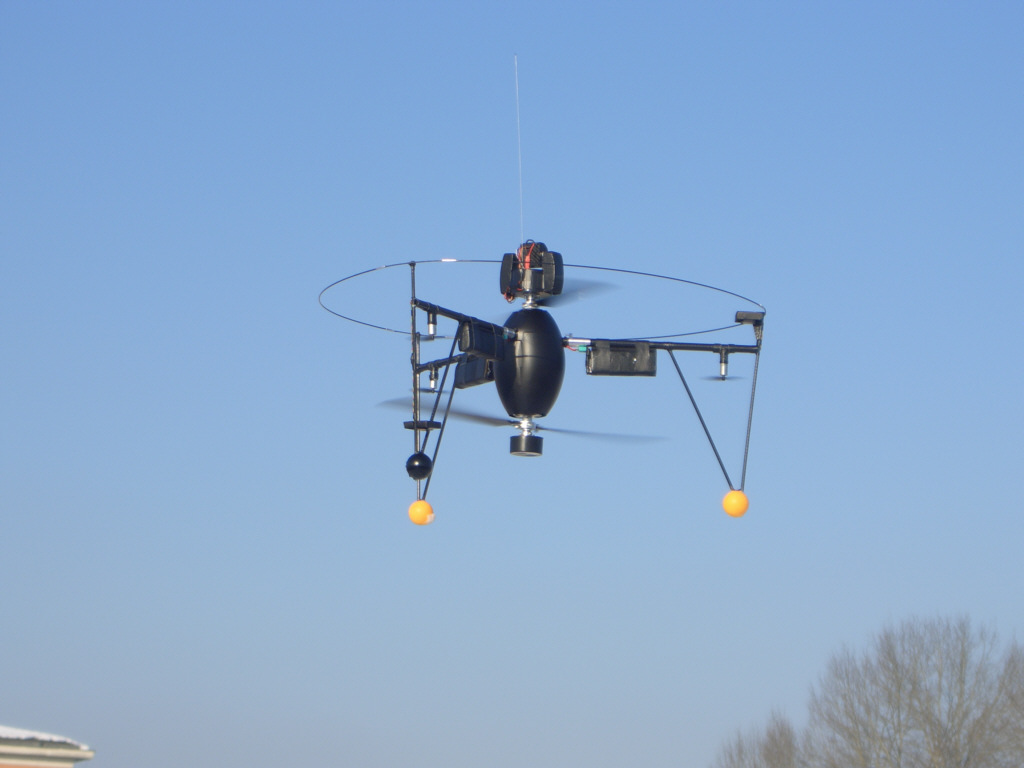
Fancopter в полёте

EMT FANCOPTER — малый беспилотный летательный аппарат (БПЛА), разработанный по заказу министерства обороны Германии компанией EMT.

## Описание
Мини-БПЛА „FANCOPTER” относится к классу портативных. Диаметр аппарата – 73 см, высота с установленными на борту камерами – 44 см. Вес – 1,5 кг, радиус полёта – до 1 км, длительность миссии – 25 мин. 
Кроме видеокамер, аппарат может оборудоваться химическими сенсорами, датчиком радиоактивности и микрофонами.

## Галерея

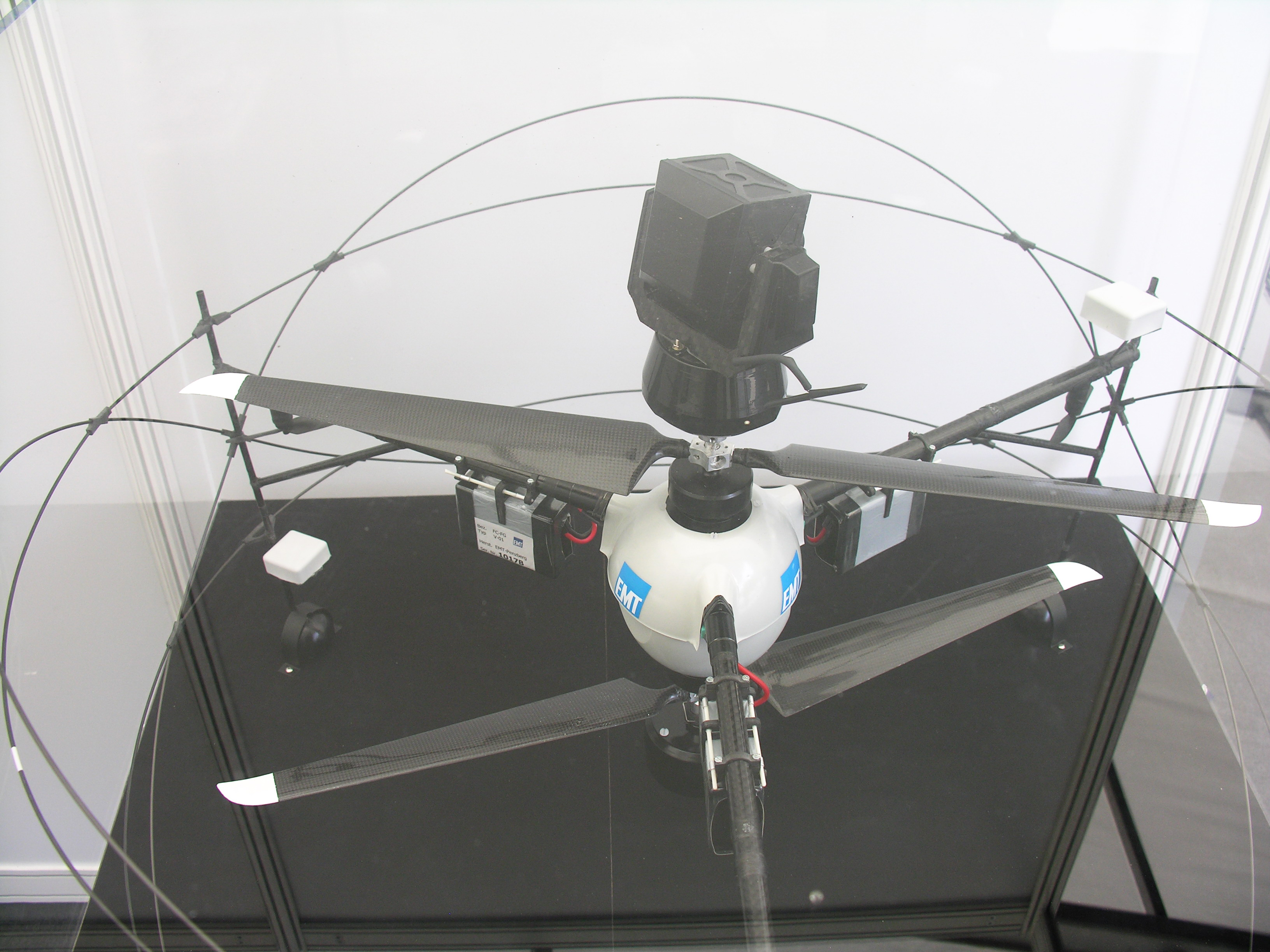
БПЛА EMT FANCOPTER
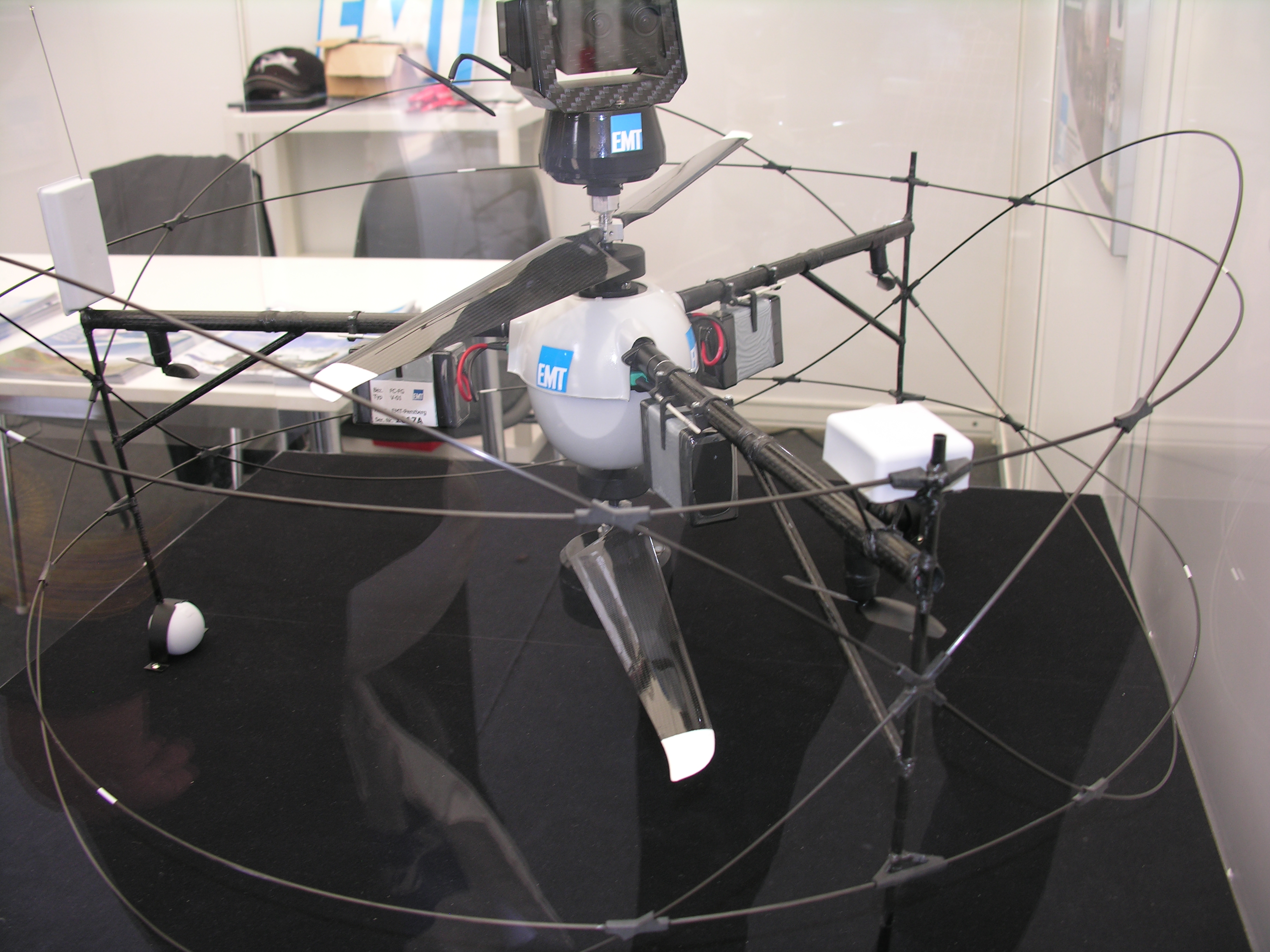
EMT FANCOPTER на TechDemo'08